# Nuino, Kamin-Kașîrskîi
Nuino (în ucraineană Нуйно) este o comună în raionul Kamin-Kașîrskîi, regiunea Volînia, Ucraina, formată numai din satul de reședință.

## Demografie
Componența lingvistică a satului Nuino
     Ucraineană (99,82%)
     Alte limbi (0,18%)
Conform recensământului din 2001, majoritatea populației satului Nuino era vorbitoare de ucraineană (99,82%), existând în minoritate și vorbitori de alte limbi.